# Asclepias verticillata
Asclepias verticillata är en oleanderväxtart som beskrevs av Carl von Linné. Asclepias verticillata ingår i släktet sidenörter, och familjen oleanderväxter. Inga underarter finns listade i Catalogue of Life.